# Kandász Andrea
Kandász Andrea (Zalaegerszeg, 1971. március 18. –) televíziós műsorvezető, író, médiaszakember, főszerkesztő, producer, szociológus. Zuglóban él geológus, rendező-operatőr férjével, Borszéki Ferenc Balázzsal és lányával, Lolitával.  

## Tanulmányai
A Zrínyi Miklós Gimnáziumban érettségizett, majd a Janus Pannonius Tudományegyetem bölcsészkarán magyar irodalom, kommunikáció, orosz nyelv- és irodalom, az Eötvös Loránd Tudományegyetem szociológiai és médiaszakemberi, a Moszkvai Állami Egyetem újságírói szakokon szerzett diplomát.
Doktorátusát világirodalomból védte.
Magyar anyanyelve mellett angol és orosz nyelven is beszél.

## Munkahelyei
Korábban dolgozott a Magyar Televízió (Objektív, Magyarországról jövök, Ablak) műsoraiban és az MTV Pécsi és Szombathelyi Körzeti Stúdióinál, illetve a Duna TV-nél (Váltó, Híradó).
Műsorai a TV2-n:
- Kalandjárat – az utitárs: Kandász Andrea (producer, műsorvezető)
- Az Ügy (rászorultakon segítő műsor, producer, műsorvezető)
- Szülőszoba (műsorvezető, főszerkesztő, producer 2003–2005, 2016-folyamatos )
- Big Brother (főszerkesztő, 2002)
- Napló
- Tények
- Forró Nyomon
- Ablak Európára (szerkesztő, riporter)
- Mokka műsorvezető
- Kandász Travel -utazási magazin-műsorvezető, producer , az Utazás nagykövete
- KandászMamik-Szerelem, Szülőszoba, Család reality ( 2018-   ), az Anyukák nagykövete
- Ázsia Expressz 2 -szereplő
- Masterchef-szereplő

Kétszer is  az Év legjobb riporterévé és műsorvezetőjévé választották.
2019-ben Női Kiválóság díjat kapott a nőkért, anyákért végzett munkájáért a Szakmai Elit magazintól.

## Könyvei
- Elmesélem Brother
- Szülőszoba
- Csók Kandi